# Kaifeng
34°47′28″N 114°20′53″Ø / 34.79111°N 114.34806°Ø
Kaifeng (hanzi: 开封; pinyin: Kāifēng) er en kinesisk storby og en by på præfekturniveau ved floden Huáng Hé i provinsen Hénán i det centrale Kina. Befolkningen i byen anslås (2004) til 577.000, mens hele præfekturet har 4,6 millioner indbyggere, og et areal på 	6,444 km2. Tidligere navne på byen er Bianliang og Daliang.

## Administrative enheder
Administrativt består  Kaifeng af fem bydistrikter og fem amter:
- Bydistriktet Gulou (鼓楼区), 58,68 km², 161 300 indbyggere, administrationsby;
- Bydistriktet Longting (龙亭区), 91,51 km², 116 000 indbyggere;
- Bydistriktet Shunhe for huikineserne (顺河回族区 ), 86,73 km², 241.100 indbyggere;
- Bydistriktet Yuwangtai (禹王台区), 57,05 km², 148 300 indbyggere;
- Bydistriktet Jinming (金明区), 252,38 km², 182 000 indbyggere;
- Amtet Qi (杞县), 1.258 km², 1,05 mill. indbyggere;
- Amtet Tongxu (通许县), 767 km², 600 000 indbyggere;
- Amtet Weishi (尉氏县), 1.257 km², 870 000 indbyggere;
- Amtet Kaifeng (开封县), 1.302 km², 670 000 indbyggere;
- Amtet Lankao (兰考县), 1.116 km², 760 000 indbyggere.

## Historie
I 364 f.Kr. blev byen hovedstad for staten Wei, og fik da navnet Daliang. Da Wei-staten gik under, blev byen helt forladt. Men en ny by, med navnet Bian 汴, blev grundlagt i 781 under Tang-dynastiet. Denne by blev udvidet under Song-dynastiet. Under dette dynastis tidlige fase (Det nordlige Song-dynasti, 960—1127) blev Kaifeng gjort til landets hovedstad. Byen blev da kaldt Dongjing eller Bianjing, og fik snart en befolkning på over 400.000 mennesker, som boede dels udenfor bymurene, og den fortsatte med at vokse. Den tætte bebyggelse og forholdene i det hele taget var sådan at tyfus blev et akut problem.
I 1049 blev Youguosipagoden (佑國寺塔) (eller jernpagoden 鐵塔 som den kadles i dag), bygget. Den er 54,7 m høj, og har overlevet krige og oversvømmelser så den nu er denne gamle bys ældste landemærke. En anden pagode fra Song-tiden, Bo Ta (繁塔) fra 974, er blevet delvis ødelagt.
Kaifeng nåede højden af sin betydning i 1000-tallet, da det var et kommercielt og industrielt center hvor fire større kanaler krydsede hinanden. På denne tid var byen omkranset af hele tre bymure, og havde sandsynligvis et indbyggertal på mellem  600.000 og 700.000.
Det antages at byen var verdens folkerigeste fra 1013 til 1127. På denne tid blev Qingmingrullen til, en billedrulle som skildrer dagliglivet i Kaifeng under den kinesiske mindehøjtid for de døde, Qingming.
Glansperioden  sluttede i 1127, da byen faldt for fremrykkende Jurchenere og derefter blev del af  Jin-dynastiets rige. Det forblev et vigtigt administrativt center, men skrumpede ind så kun området inden for den inderste  bymur var bymæssigt befolket. 
Ved begyndelsen af Ming-dynastiet i 1368 blev Kaifeng  hovedstad for provinsen Henan.
Militært set havde Kaifeng et stort problem. Byen var sådan placeret at den kunne rammes af oversvømmelser fra den Gule Flod, og sådanne oversvømmelser kunne skabes ved at en fjende brød hul på digerne som holdt floden i sit leje. 
I 1642 blev Kaifeng oversvømmet med vilje, da Ming-dynastiets styrker åbnede Den gule flods diger for at hindre oprøreren Li Zichengs fremrykning. I 1662 begyndte genopbygningen, i Kangxi-kejserens tid. 
I 1841 blev byen imidlertid oversvømmet igen. En ny genopbygning gik i gang i 1843.
Kaifeng er også kendt for sin lille gruppe kinesiske jøder, kaldt Kaifengjøderne.
I Kaifeng ligger et af Kinas ældste universiteter, af den moderne slags: Henanuniversitetet 河南大学, som blev grundlagt i 1912. 
Under kulturrevolutionen blev Folkerepublikken Kinas afsatte præsident Liu Shaoqi ført til byen, hvor han blev holdt i arrest og døde i 1969.

## Trafik

### Jernbane
I Kaifeng standser togene på Longhaibanen, Kinas vigtigste jernbanelinje i øst-vestlig retning, som løber fra Lianyungang til Lanzhou via blandt andet Xuzhou, Shangqiu, Zhengzhou, Luoyang og Xi'an.

### Vej
Kinas rigsvej 220 løber gennem området. Den går fra Binzhou i Shandong til Zhengzhou i Henan.
Kinas rigsvej 310 går gennem området. Denne vigtige trafikåre begynder i Lianyungang i Jiangsu, går vestover og ender i Tianshui i provinsen Gansu. Den passerer større byer som Xuzhou, Shangqiu, Kaifeng, Zhengzhou, Luoyang og Xi'an.

## Notable personer
- Wang Xilin (1937-), musiker, pianist

1. ↑  "geography.about.com". Arkiveret fra originalen 18. august 2016. Hentet 2. juli 2010.